# Bataille de Legnica (1241)
Pour l’article homonyme, voir Bataille de Legnica.
 (avril 2024).
Si vous disposez d'ouvrages ou d'articles de référence ou si vous connaissez des sites web de qualité traitant du thème abordé ici, merci de compléter l'article en donnant les références utiles à sa vérifiabilité et en les liant à la section « Notes et références ».
Invasions mongoles de la Pologne
La bataille de Legnica (ou bataille de Liegnitz ou bataille de Wahlstatt en allemand) s’est déroulée en 1241 à proximité de la ville de Legnica (en Basse-Silésie) et a opposé les envahisseurs Turco-Mongols (Tatars) aux Polonais commandés par Henri II le Pieux, renforcés par de nombreux chevaliers européens (y compris les Teutoniques) accourus pour défendre l’Europe contre les infidèles, et par des paysans et des mineurs. Elle clôt la première vague d'invasion de la Pologne par les Mongols.

## Déroulement
Traditionnellement, on considère que la bataille aurait eu lieu le 9 avril 1241, bien qu’aucune source historique ne confirme cette date. Comme pour beaucoup de grandes batailles médiévales, les détails exacts sur la composition des forces en présence, sur les tactiques utilisées ou sur le déroulement de la bataille ne sont pas connus et les informations qui nous sont parvenues sont parfois contradictoires.
L’issue finale de la bataille a parfois été interprétée de manière très différente. Ainsi, certains historiens parlent de la bataille de Legnica comme de la bataille qui a permis à Henri II le Pieux d’arrêter l’invasion mongole. La plupart des historiens contemporains considèrent plutôt qu’Henri II a été surclassé par l’habileté de ses ennemis et qu’il a subi une cinglante défaite.
La force mongole, formée d’une division de l’armée de Batu, petit-fils de Gengis Khan, et de Subötaï son second, commandée par Orda, frère de Batu (selon Jean de Plan Carpin et Rashid al-Din), a gagné la bataille tactique, grâce à sa mobilité supérieure et à la rapidité des archers-cavaliers, sur une opposition très lourdement armée mais trop peu mobile. La principale force des armées occidentales (le choc frontal de la charge de cavalerie lourde) est mise en échec par des groupes de cavaliers mobiles armés d'arcs. La tactique des Mongols consistait à entreprendre de nombreuses petites attaques et à feindre de nombreux replis, attirant les forces ennemies dans des embuscades où des groupes plus importants les attaquaient sur les flancs.
Le nombre total de combattants est difficile à estimer. Les Européens ont sans doute été enclins à exagérer le nombre des ennemis, parlant parfois de plus de 100 000 Mongols ayant participé à la bataille. Tenant compte de leur faiblesse logistique au XIIIe siècle, on pense aujourd’hui qu'ils ne devaient pas dépasser 8 000 hommes (cavaliers équipés d’arcs). Henri II le Pieux commandait une armée composée de Polonais et d’Allemands, bien que certains historiens actuels pensent pouvoir affirmer que la présence germanique était très réduite, voire inexistante. Selon leurs estimations, et en supposant une participation substantielle de Germains, l’armée d’Henri II aurait compté entre 3 800 et 4 300 hommes.
Le déroulement de la bataille est mal connu. L’armée d’Henri II a été totalement détruite et celui-ci est mort au combat. Pratiquement tous les combattants de son armée ont été tués ou blessés. Un des moments clés de la bataille est la charge de la cavalerie lourde mongole commandée par Orda, frère aîné de Batu. On ignore les pertes subies par l’armée d'Orda, mais elles ont soit été légères, la victoire étant totale, soit lourdes, ce qui peut expliquer l'arrêt de l'avancée mongole.
Malgré leur victoire, les Mongols ont arrêté leur progression vers l’ouest, le but de leur campagne étant de protéger le flanc nord-est de leur invasion en Hongrie. Peu de temps après, les Mongols se replièrent vers l'est : ils n'étaient pas préparés pour prolonger leur invasion plus loin.

## Dans la culture
La bataille est présente dans la campagne du jeu Age of Empires IV.

## Sources
- (de) Gerhard Volfing, Die Templer : ihr Einsatz an den Grenzen Mitteleuropas gegen die Mongolen 1241/42, Weishaupt Verlag, 2010, 133 p. (ISBN 978-3-7059-0320-3, présentation en ligne).
- Alain Demurger, Les Templiers, une chevalerie chrétienne au Moyen Âge, Paris, Seuil, coll. « Points Histoire », 2008 (1re éd. 2005), 664 p., poche (ISBN 978-2-7578-1122-1).